# Hemihyalea daraba
Hemihyalea daraba är en fjärilsart som beskrevs av Druce 1894. Hemihyalea daraba ingår i släktet Hemihyalea och familjen björnspinnare. Inga underarter finns listade i Catalogue of Life.